# Robert Tomaszek
Robert Tomaszek (16. června 1981) je polský basketbalista který hrál českou Národní basketbalovou ligu za týmy BK Kondoři Liberec, BK Prostějov a ČEZ Basketball Nymburk. Hraje na pozici pivot. Je vysoký 205 cm, váží 114 kg.

## Kariéra
- 2006 - 2007 : BK Kondoři Liberec
- 2007 - 2008 : BK Prostějov
- 2008 - 2009 : ČEZ Basketball Nymburk

## Statistiky
| Sezóna   | Soutěž      | Odehrané minuty | Průměr na zápas | Body | Průměr na zápas |
| -------- | ----------- | --------------- | --------------- | ---- | --------------- |
| 2006/07* | Mattoni NBL | 556.2           | 27.8            | 304  | 15.2            |

 *Rozehraná sezóna - stav k 20.1.2007 